# Basilika St. Stanislaus (Chicopee)

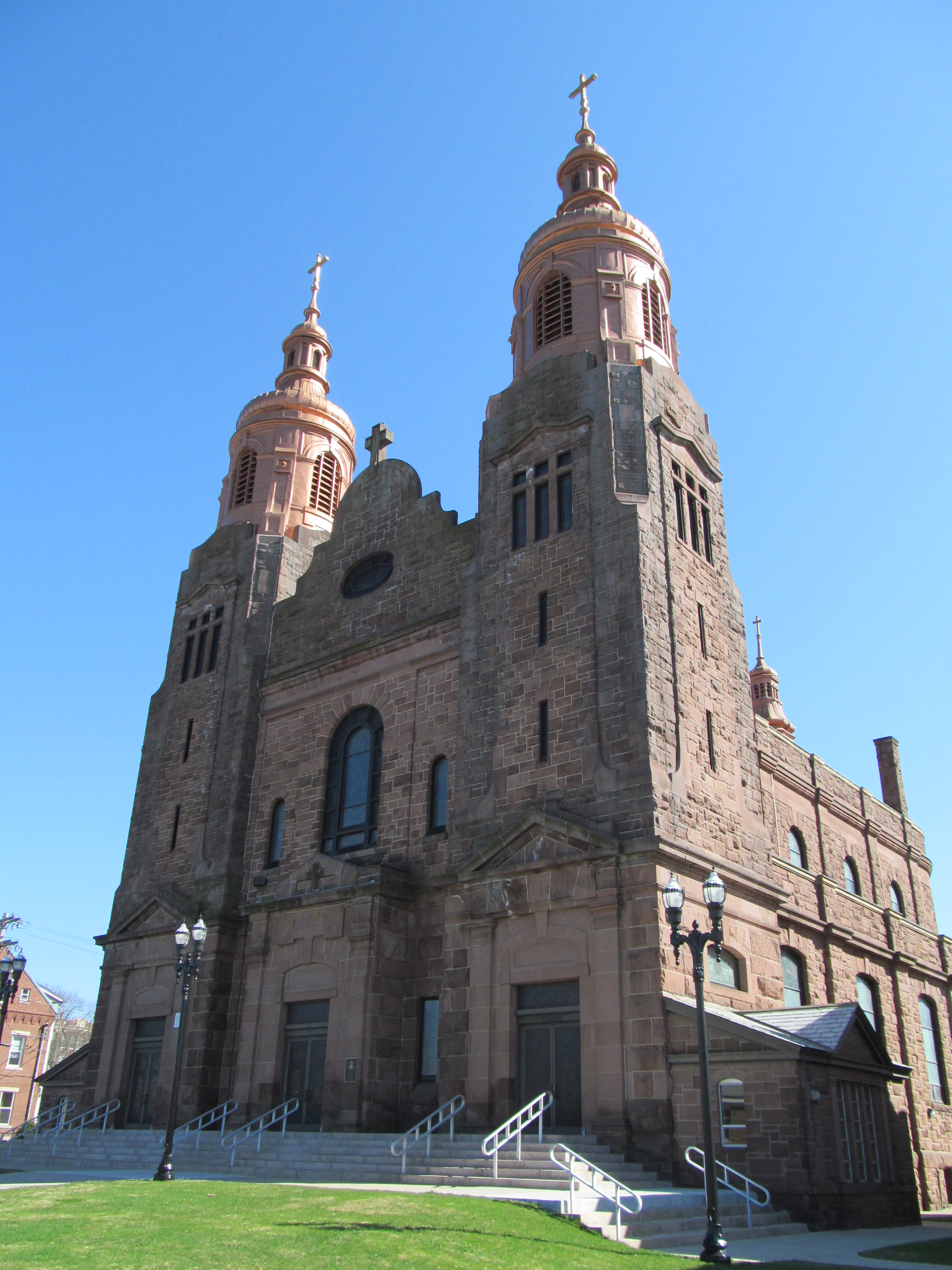
Basilika St. Stanislaus

Die Basilika St. Stanislaus (englisch Basilica of St. Stanislaus) ist eine römisch-katholische Kirche in Chicopee im US-Bundesstaat Massachusetts. Die zum Bistum Springfield gehörende Kirche ist dem polnischen Bischof und Märtyrer Stanislaus von Krakau aus dem 11. Jahrhundert gewidmet und trägt seit 1991 den Titel einer Basilica minor.

## Geschichte
Die Pfarrei der Kirche wurde von polnischen Einwanderern gegründet, die in den 1880er Jahren in Chicopee ankamen. Die Polen wollten eine eigene Kirche, in der sie Gott in ihrer eigenen Sprache dienen und die polnischen Traditionen fortsetzen konnten.
Sie bauten zuerst eine Holzkirche an der Stelle, wo heute die St.-Stanislaus-Schule steht. Die zweite Stanislauskirche mit Natursteinfassade wurde 1908 durch die Architekten Robert J. Reiley und Gustave E. Steinback für die wachsende Zahl der Gemeindemitglieder gebaut. Die beeindruckende kathedralenartige Struktur mit ihrer Zweiturmfassade wurde im neobarocken Stil erbaut und gilt als eines der beeindruckendsten Kirchengebäude der Gegend.
Der großzügige Innenraum bietet Platz für mindestens 800 Gläubige im Hauptschiff und den beiden Seitenschiffen. Im Jahr 1920 wurde eine Orgel im Chor installiert. Die Glasfenster haben ihre eigenen Themen und wurden von europäischen Künstlern gefertigt.
Weiter gibt es auch eine Unterkirche, die für die täglichen Messen, für die Beichte und für die Anbetung des Allerheiligsten benutzt wird. In der Sakristei gibt es eine bemerkenswerte Sammlung von Reliquien.